# Крессон (Пенсільванія)
Крессон (англ. Cresson) — місто (англ. borough) в США, в окрузі Кембрія штату Пенсільванія. Населення — 1525 осіб (2020).

## Географія
Крессон розташований за координатами 40°27′45″ пн. ш. 78°35′12″ зх. д. / 40.46250° пн. ш. 78.58667° зх. д. (40.462607, -78.586579).  За даними Бюро перепису населення США в 2010 році місто мало площу 1,25 км², уся площа — суходіл.

## Демографія
Згідно з переписом 2010 року, у селищі мешкало 1711 осіб у 743 домогосподарствах у складі 451 родини. Густота населення становила 1368 осіб/км².  Було 799 помешкань (639/км²).
Расовий склад населення:
| - 98,8 % — білих - 0,4 % — чорних або афроамериканців - 0,2 % — азіатів - 0,1 % — корінних американців |

До двох чи більше рас належало 0,5 %. Частка іспаномовних становила 0,4 % від усіх жителів.
За віковим діапазоном населення розподілялося таким чином: 20,2 % — особи молодші 18 років, 63,4 % — особи у віці 18—64 років, 16,4 % — особи у віці 65 років та старші. Медіана віку мешканця становила 37,3 року. На 100 осіб жіночої статі у селищі припадало 91,2 чоловіків;  на 100 жінок у віці від 18 років та старших — 85,7 чоловіків також старших 18 років.
Середній дохід на одне домашнє господарство  становив 48 794 долари США (медіана — 38 438), а середній дохід на одну сім'ю — 61 915 доларів (медіана — 60 284). Медіана доходів становила 40 625 доларів для чоловіків та 35 556 доларів для жінок. За межею бідності перебувало 14,8 % осіб, у тому числі 12,7 % дітей у віці до 18 років та 6,4 % осіб у віці 65 років та старших.
Цивільне працевлаштоване населення становило 787 осіб. Основні галузі зайнятості: освіта, охорона здоров'я та соціальна допомога — 32,5 %, роздрібна торгівля — 11,7 %, публічна адміністрація — 9,1 %, мистецтво, розваги та відпочинок — 7,1 %.